# 12529 Reighard
12529 Reighard eller 1998 KG41 är en asteroid i huvudbältet som upptäcktes den 22 maj 1998 av LINEAR i Socorro County, New Mexico. Den är uppkallad efter Chelsea Lynne Reighard.
Asteroiden har en diameter på ungefär 2 kilometer.